# Дубичі Осочні
Дубичі Осочні (Дубіче-Осочне, пол. Dubicze Osoczne) — село в Польщі, у гміні Гайнівка Гайнівського повіту Підляського воєводства. Населення — 110 осіб (2011).

## Історія
Засноване в XVI столітті. Вперше згадується 1576 року. Було великим селом королівських осочників і бортників Більського лісництва.
У 1975—1998 роках село належало до Білостоцького воєводства.

## Демографія
Демографічна структура станом на 31 березня 2011 року:
|          | Загалом | Допрацездатний вік | Працездатний вік | Постпрацездатний вік |
| -------- | ------- | ------------------ | ---------------- | -------------------- |
| Чоловіки | 59      | 5                  | 39               | 15                   |
| Жінки    | 51      | 6                  | 22               | 23                   |
| Разом    | 110     | 11                 | 61               | 38                   |